# Aimone (nome)
Aimone  è un nome proprio di persona italiano maschile.

## Varianti
- Maschili: Aimo[1]

### Varianti in altre lingue
- Estone: Heino[3]
- Finlandese: Heino[3]
- Germanico: Haimo[3][4], Heimo[4], Aimo[4]
- Medio inglese: Hamo[3][5], Hamon[5]
  - Alterati: Hamnet[3], Hamlet[5], Hamelin[5]
- Normanno: Hamo[3]
- Tedesco: Heino[3]

## Origine e diffusione
Deriva dal nome germanico Haimo, basato sulla radice haim (o heim, "casa", "patria"), e può quindi essere interpretato, in senso lato, come "donatore di asilo", "protettore"; costituiva in origine una forma abbreviata di altri nomi che cominciavano con tale elemento, come Amerigo ed Enrico.
Latinizzato nella forma Aimo e italianizzato come Aimo o Aimone (quest'ultima per effetto della declinazione latina Aimo - Aimonis), il nome Aimone è documentato in Italia sin dall'VIII secolo e vi è giunto per tradizione dapprima longobarda e poi francone; si è diffuso in periodo medievale, sia grazie al culto di alcuni santi, sia grazie alla figura di Aimone di Dordona, un personaggio della Chanson de Roland . È inoltre un nome ricorrente nella genealogia dei Savoia, grazie ai quali tornò in voga nel 1800.
Per quanto riguarda l'Inghilterra, i normanni ve lo introdussero nelle forme Hamo e Hamon, da cui poi si svilupparono vari diminutivi quali Hamlet e Hamnet.

## Onomastico
L'onomastico si può festeggiare in memoria di più santi, alle date seguenti:
- 13 febbraio, sant'Aimo Corio, conte di Turbigo[7]
- 27 marzo, sant'Aimone, vescovo di Halberstadt[8]
- 15 agosto, beato Aimone Taparelli, sacerdote domenicano[8]
- 13 settembre, sant'Aimone, vescovo di Sens[6]

## Persone
- Aimone, conte di Piacenza

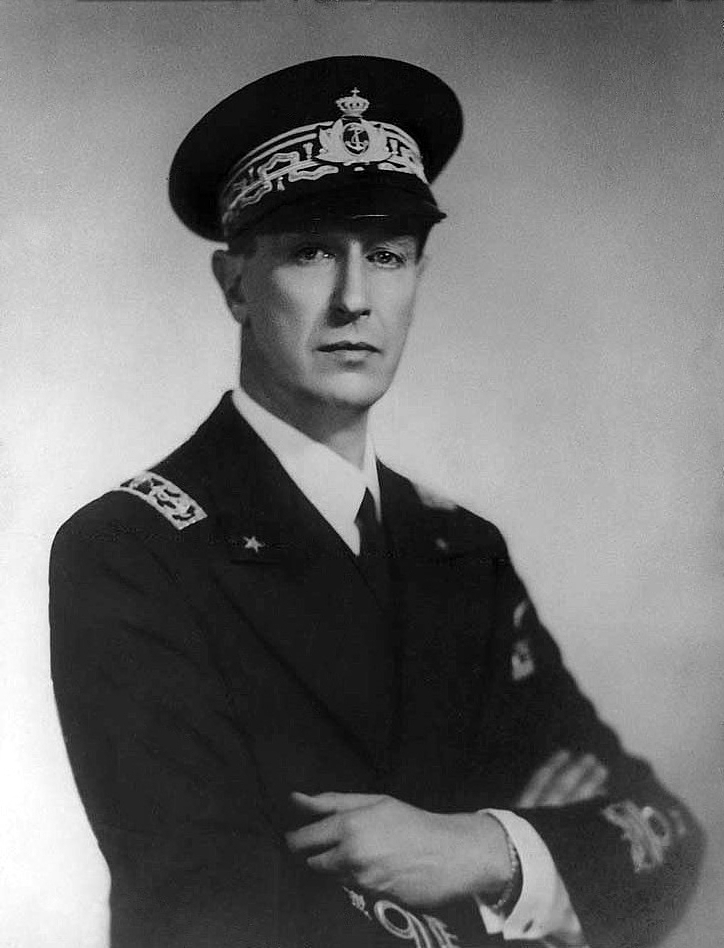
Aimone di Savoia-Aosta

- Aimone di Auxerre, scrittore e teologo francese
- Aimone di Challant, nobile valdostano
- Aimone da Faversham, religioso britannico
- Aimone di Halberstadt, vescovo e santo tedesco
- Aimone di Hirschau, scrittore tedesco
- Aimone di Modena, religioso e scrittore italiano
- Aimone da Romagnano, vescovo cattolico italiano
- Aimone di Savoia il Pacifico, signore della Savoia e conte d'Aosta e Moriana
- Aimone di Savoia-Aosta, quarto duca d'Aosta, re di Croazia e ammiraglio
- Aimone di Savoia-Aosta, dirigente d'azienda italiano
- Aimone di Varennes, poeta francese
- Aimone Alletti, pallavolista italiano
- Aimone Canape, partigiano italiano
- Aimone Duce, pittore italiano
- Aimone Landi, ciclista su strada italiano
- Aimone Lo Prete, calciatore e allenatore di calcio italiano

### Variante Aimo
- Aimo Cajander, politico finlandese
- Aimo Corio, nobile e santo italiano
- Aimo Diana, calciatore e allenatore di calcio italiano
- Aimo Heilmann, nuotatore tedesco

### Variante Heino
- Heino, cantante e conduttore televisivo tedesco
- Heino Eller, compositore e docente estone
- Heino Enden, cestista e allenatore di pallacanestro estone
- Heino Kaski, compositore e pianista finlandese
- Heino Kleiminger, calciatore tedesco
- Heino Kruus, cestista e allenatore di pallacanestro sovietico
- Heino Veskila, cestista sovietico

### Altre varianti
- Hamnet Shakespeare, figlio di William Shakespeare

## Il nome nelle arti
- Aimone di Dordona è un personaggio delle chansons de geste francesi: è il padre del paladino Rinaldo di Montalbano, cugino di Orlando.

## Curiosità
- Il gigante Aimone (Haymon) è il leggendario fondatore dell'abbazia di Wilten (Innsbruck): un'enorme statua in marmo lo raffigura nella facciata della chiesa con una scritta secondo la quale sarebbe morto nell'anno 878.